# 卡斯塔·格诺伊斯
卡斯塔·格诺伊斯（德語：Carsta Genäuß，1959年11月30日—），德国女子皮划艇运动员。她曾代表东德参加1980年夏季奥林匹克运动会皮划艇比赛，获得女子双人皮艇500米金牌。